# 三菱・A型
三菱A型（みつびしAがた）は、三菱合資会社が大正時代に三菱造船および三菱内燃機で製造した自動車である。

## 概要

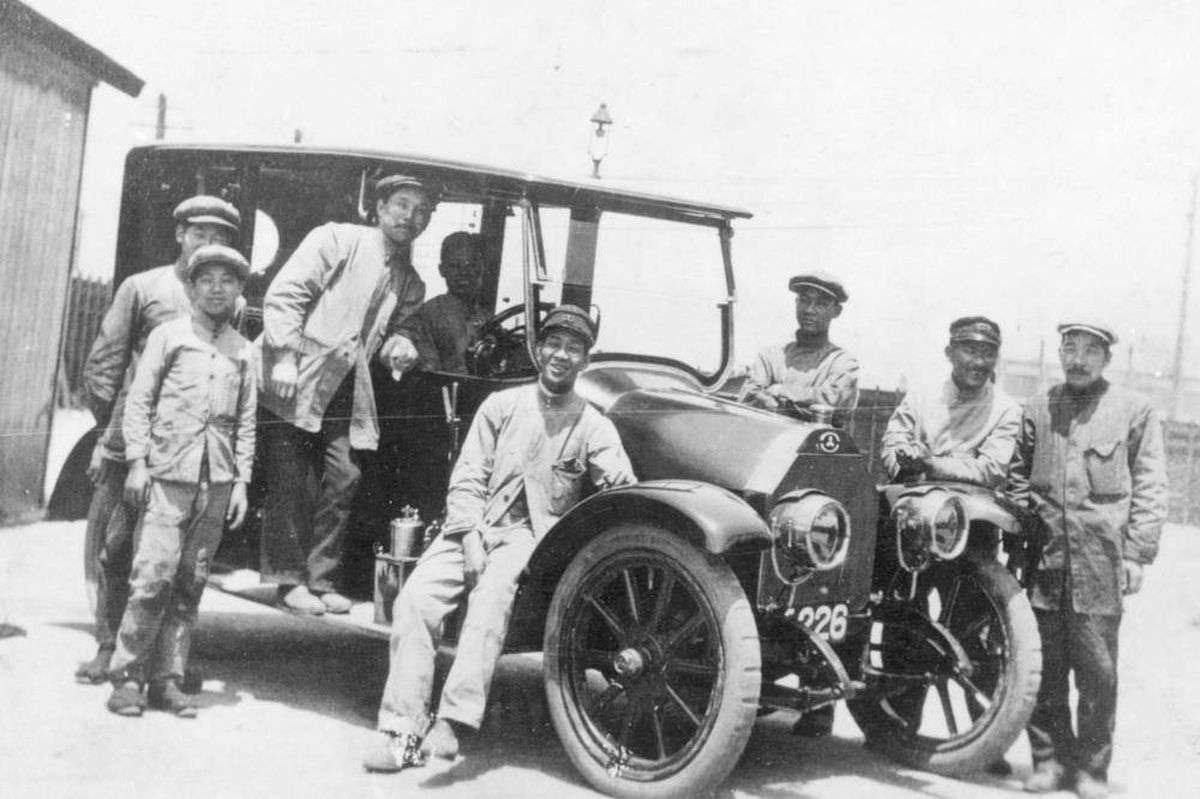
三菱・A型（1917年）

1917年（大正6年）から三菱造船神戸造船所で試作を開始した。1917年は三菱合資会社が造船業を分社化して三菱造船（株）を設立した年である。1918年（大正7年）11月に完成した。すべて手作りですべて国産品でつくった。最初の2台は東京丸の内の八重洲ビル付近で公開した。1919年（大正8年）5月には「甲型」と称して、同じく開発されたばかりの航空機エンジンとともに福岡博覧会に出品した。1920年（大正9年）3月には米国製自動車の輸入販売修理の会社として三菱造船と三菱商事が共同出資で設立した「大手商会」で販売した。（大手商会の主要な取扱車は、乗用車の「テムプラー(en)」、「スティーブンス」、「アーレン」や、トラックの「デンビー(Denby)」、「ダイヤモンド(en)」、ダンロップタイヤだった。）販売不振のため原価を割る6,500円で販売された。同じく1920年（大正9年）に三菱内燃機（現三菱重工業名古屋航空宇宙システム製作所）が設立され、生産は名古屋に移管された。1921年（大正10年）に製造を終了し大手商会も1922年（大正11年）2月に解散した。1922年3月に開催された平和博覧会の交通館に出品された。
総生産台数は試作合わせて22台、販売はうち12台だった。このため日本初の量産された自動車、見込み生産による乗用車量産第一号、といわれる。
三菱内燃機自体が飛行機製造を目的として設立された会社だったため業務が本格化するに伴い打ち切りとなった。会社の長期的取り組みとしての「数あるプロジェクトのひとつ」であり自動車に社運を賭けていたわけではなかった。軍部の航空機の開発と製造を重視せよとの指示のため、国家とともに歩む会社としての三菱の判断は、民間向け乗用車の製造販売からの撤退であった。
この失敗を教訓としてその後の三菱は自動車が産業として成り立つまで乗用車産業に携わらなかった。三菱が乗用車産業に復帰するまで三菱A型についての情報は積極的に社外に公開することもなかった。
なお当時の車両は既に現存しない。現在三菱オートギャラリーに展示されているものは、1972年に当時の写真と資料を元に三菱・ジープをベース車として復元されたレプリカである。

## 仕様

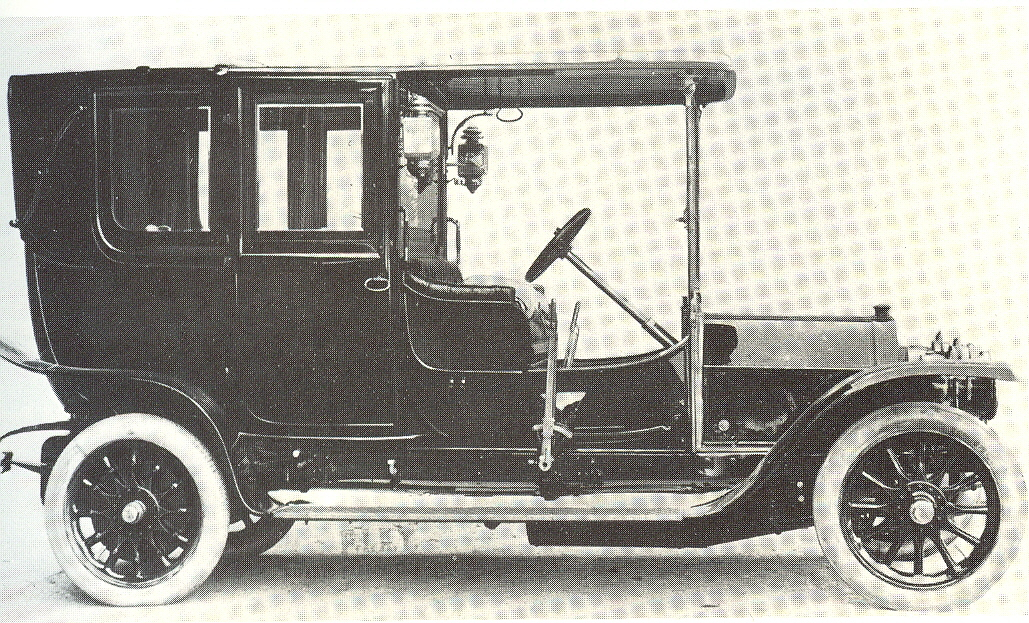
三菱A型と同型のクーペショーファー型ボディを載せた1910年式フィアット・3型

三菱合資会社社長岩崎小彌太が副社長時代に使用していたフィアットを模して製作したものだった。モデルはフィアット・ゼロとフィアット・3型である。A型は運転席側面上部が開放されているだけのクローズドモデルであるクーペショーファー型ボディを載せて作られた。ボディは樫をくりぬいて漆塗りされていた。
- 種類: 7人乗り箱型または幌型
- 車軸間距離: 9フィート（約2.7 m）
- 左右車輪間距離: 4フィート8インチ (約1.4 m)
- 重量: 2,900ポンド（約1,300 kg）
- 機関: 4気筒単一鋳、気筒経8 1/8インチ、衝程5.5インチ、課税馬力13.3、実馬力35

（三菱内燃機株式会社として1922年3月に平和博覧会に出品した時の仕様）

## 関係者
初期三菱の経営戦略を担った荘田平五郎の長男である荘田泰蔵も携わっていた。1917年に神戸造船所に入社したばかりだった。イギリスのグラスゴー大学の機械科に籍を置いていたことから自動車開発チームへの参画を命ぜられた。当初はテストドライバーだった。白楊社の豊川順彌（豊川順弥）とは親類にあたる。
荘田泰蔵は、同時期には飛行機の開発にも携わっていた。戦後に新三菱重工の副社長となった。1957年にはのちにYS-11と名づけられる中型輸送機国産化のための基礎設計を行った財団法人輸送機設計研究協会の理事長となった。